# Bromham (Bedfordshire)
Pour les articles homonymes, voir Bromham.
Bromham est une paroisse civile et un village du Bedfordshire, en Angleterre.